# باسيلان
باسيلان هي مقاطعة في الفلبين، تتبع الحكم الذاتي الاقليمي لمسلمي مندناو، بلغ عدد سكانها 293٬322 نسمة، في 2010، عاصمتها Lamitan ‏، تبلغ مساحتها 1٬327٫23 كيلومتر مربع، رمزها البريدي هو 7300–7306.

## الموقع
تشترك في الحدود مع:
- سولو (الفلبين)
- مدينة ايزابيلا
- مدينة زامبوانجا.

## التقسيمات الإدارية
- Lamitan [الإنجليزية]‏
- Maluso [الإنجليزية]‏
- Lantawan [الإنجليزية]‏
- Sumisip [الإنجليزية]‏
- Tuburan, Basilan [الإنجليزية]‏
- Tipo-Tipo [الإنجليزية]‏
- Tabuan-Lasa [الإنجليزية]‏
- Ungkaya Pukan [الإنجليزية]‏
- Al-Barka [الإنجليزية]‏
- Hadji Mohammad Ajul [الإنجليزية]‏
- Akbar, Basilan [الإنجليزية]‏
- Hadji Muhtamad [الإنجليزية]‏
- مدينة ايزابيلا.

## أعلام
- هامسيراجي ماروسي سالي
- عبد الرزاق أبو بكر جنجلاني